# Akiko Ōmae
Akiko Ōmae (jap. 大前 綾希子, Ōmae Akiko; * 29. Januar 1993 in Kyōto) ist eine japanische Tennisspielerin.

## Karriere
Ōmae begann mit drei Jahren mit dem Tennisspielen und bevorzugt laut ITF-Spielerprofil Hartplätze. Sie spielt überwiegend Turniere auf der ITF Women’s World Tennis Tour, wo sie bislang sieben Einzel- und 26 Doppeltitel gewann.

## Turniersiege

### Einzel
| Nr. | Datum           | Turnier    | Kategorie   | Belag     | Finalgegnerin   | Ergebnis       |
| --- | --------------- | ---------- | ----------- | --------- | --------------- | -------------- |
| 1.  | 12. Juni 2011   | Tokyo      | ITF $10.000 | Hartplatz | Misa Eguchi     | 6:3, 6:4       |
| 2.  | 10. Juli 2011   | Pattaya    | ITF $25.000 | Hartplatz | Sachie Ishizu   | 7:5, 6:2       |
| 3.  | 12. Juni 2016   | Tokyo      | ITF $25.000 | Hartplatz | Jang Su-jeong   | 6:2, 6:1       |
| 4.  | 7. August 2016  | Nonthaburi | ITF $25.000 | Hartplatz | Olga Doroschina | 7:66, 6:4      |
| 5.  | 12. März 2017   | Yokohama   | ITF $25.000 | Hartplatz | Mayo Hibi       | 7:5, 6:2       |
| 6.  | 25. August 2019 | Tsukuba    | ITF W25     | Hartplatz | Haruka Kaji     | 0:6, 7:65, 6:3 |
| 7.  | 2. Juni 2024    | Tokio      | ITF W15     | Hartplatz | Hiromi Abe      | 6:2, 7:62      |

### Doppel
| Nr. | Datum              | Turnier   | Kategorie   | Belag             | Partnerin          | Finalgegnerinnen                          | Ergebnis          |
| --- | ------------------ | --------- | ----------- | ----------------- | ------------------ | ----------------------------------------- | ----------------- |
| 1.  | 27. Oktober 2012   | Florence  | ITF $25.000 | Hartplatz         | Ulrikke Eikeri     | Brooke Austin Hayley Carter               | 6:1, 6:1          |
| 2.  | 25. Mai 2013       | Goyang    | ITF $25.000 | Hartplatz         | Nao Hibino         | Han Na-lae Yoo Mi                         | 6:4, 6:4          |
| 3.  | 13. September 2013 | Incheon   | ITF $25.000 | Hartplatz         | Miki Miyamura      | Nicha Lertpitaksinchai Peangtarn Plipuech | 6:4, 6:76, [11:9] |
| 4.  | 4. Juli 2014       | Bangkok   | ITF $10.000 | Hartplatz         | Miyu Katō          | Kamonwan Buayam Nungnadda Wannasuk        | 6:0, 6:0          |
| 5.  | 28. Juli 2014      | Istanbul  | ITF $10.000 | Hartplatz         | Mai Minokoshi      | Gao Xinyu You Xiaodi                      | 3:6, 6:2, [10:4]  |
| 6.  | 6. September 2014  | Antalya   | ITF $10.000 | Hartplatz         | Kotomi Takahata    | Yumi Nakano Eden Silva                    | 7:5, 6:2          |
| 7.  | 13. September 2014 | Antalya   | ITF $10.000 | Hartplatz         | Kotomi Takahata    | Varunya Wongteanchai Nungnadda Wannasuk   | 6:4, 6:2          |
| 8.  | 13. Juni 2015      | Kashiwa   | ITF $15.000 | Sand              | Miyu Katō          | Mana Ayukawa Makoto Ninomiya              | 6:2, 5:7, [10:8]  |
| 9.  | 18. Juli 2015      | Bangkok   | ITF $25.000 | Hartplatz         | Erika Sema         | Kanae Hisami Kotomi Takahata              | 4:6, 6:3, [11:9]  |
| 10. | 28. November 2015  | Toyota    | ITF $75.000 | Teppich (Halle)   | Peangtarn Plipuech | Luksika Kumkhum Yuuki Tanaka              | 3:6, 6:0, [11:9]  |
| 11. | 12. März 2016      | Puebla    | ITF $25.000 | Hartplatz (Halle) | Prarthana Thombare | Irina Chromatschowa Xenija Lykina         | 6:3, 6:3          |
| 12. | 1. Juli 2016       | Gimcheon  | ITF $10.000 | Hartplatz         | Robu Kajitani      | Jung So-hee Park Sang-hee                 | 5:7, 6:4, [10:5]  |
| 13. | 15. Juli 2016      | Qujing    | ITF $25.000 | Hartplatz         | Peangtarn Plipuech | Jiang Xinyu Tang Qianhui                  | 6:3, 6:3          |
| 14. | 27. August 2016    | Tsukuba   | ITF $25.000 | Hartplatz         | Lu Jiajing         | Shiho Akita Miki Miyamura                 | 6:3, 4:6, [10:6]  |
| 15. | 22. Oktober 2016   | Suzhou    | ITF $50.000 | Hartplatz         | Hiroko Kuwata      | Jacqueline Cako Sabina Sharipova          | 6:1, 6:3          |
| 16. | 19. November 2016  | Toyota    | ITF $50.000 | Teppich (Halle)   | Xenija Lykina      | Rika Fujiwara Ayaka Okuno                 | 6:74, 6:2, [10:5] |
| 17. | 6. Januar 2017     | Hongkong  | ITF $25.000 | Hartplatz         | Hiroko Kuwata      | Xenija Lykina Riko Sawayanagi             | 6:1, 6:0          |
| 18. | 26. August 2017    | Tsukuba   | ITF $25.000 | Hartplatz         | Miharu Imanishi    | Naiktha Bains Hsu Chieh-yu                | 6:4, 6:4          |
| 19. | 11. November 2017  | Vinaros   | ITF $15.000 | Sand              | Misa Eguchi        | Snehadevi Reddy Charlotte Roemer          | 6:2, 6:2          |
| 20. | 15. Juni 2018      | Singapur  | ITF $25.000 | Sand              | Haruka Kaji        | Han Na-lae Lee So-ra                      | 7:5, 6:2          |
| 21. | 14. Juli 2018      | Winnipeg  | ITF $25.000 | Hartplatz         | Victoria Rodríguez | Julia Glushko Sanaz Marand                | 7:62, 6:3         |
| 22. | 25. August 2018    | Tsukuba   | ITF $25.000 | Hartplatz         | You Xiaodi         | Naiktha Bains Hiroko Kuwata               | 6:0, 7:64         |
| 23. | 6. Oktober 2018    | Óbidos    | ITF $25.000 | Teppich           | Natalija Kostić    | Diāna Marcinkēviča Panna Udvardy          | 6:3, 4:6, [10:7]  |
| 24. | 9. November 2024   | Hamamatsu | ITF W35     | Teppich           | Hiromi Abe         | Momoko Kobori Ayano Shimizu               | 6:0, 6:0          |
| 25. | 1. März 2025       | Ahmedabad | ITF W50     | Hartplatz         | Ikumi Yamazaki     | Vaishnavi Adkar Ankita Raina              | 6:2, 2:6, [10:7]  |
| 26. | 16. August 2025    | Aldershot | ITF W35     | Hartplatz         | Hiromi Abe         | Esther Adeshina Victoria Allen            | 6:72, 6:3, [10:8] |